# Selección de fútbol de España B
La Selección Española "B" fue un equipo que representó a la Real Federación Española de Fútbol entre los años 1927 y 1981 de forma intermitente. Esta división se usaba para tantear a jóvenes promesas que no tenían cabida en la Absoluta en partidos amistosos o torneos internacionales. Les servía para poder tomar puestos relevantes y disputar competiciones para formarse como internacionales.

## Historia
El comienzo de la selección española B se dio el 29 de mayo de 1927 ante Portugal. Logró la victoria por 2-0 en el Stadium Metropolitano de Madrid. Guillermo Eizaguirre o Pedro Regueiro fueron algunos de los jugadores que participaron en el encuentro.
El siguiente partido fue 22 años después de la mano de Ricardo Zamora y Guillermo Eizaguirre como entrenadores. La Coruña fue la ciudad elegida para albergar el enfrentamiento contra los lusos. Volvió a sobreponerse 5-2 la selección española. Unos jóvenes Basora, Igoa o Miguel Muñoz disputaron el partido, futuras estrellas españolas de la época.
Entre 1953 y 1960 fue cuando más partidos se celebraron. Un total de 17, repartidos entre 8 amistosos y 9 de la III Copa del Mediterráneo. Entre los convocados estuvieron ilustres futbolistas como Segarra, Argilés, José Luis Artetxe, Zárraga, Justo Tejada, Moreno, Manchón, Collar, Maguregui, Carmelo Cedrún, Luis Suárez, Joaquín Peiró, Gento, Del Sol u Olivella.
Durante 1961 se jugaron otros dos partidos entre los que destacaban Marcelino, Zoco o Calleja. En 1964, con Grosso y Ufarte a pie de campo dieron el último encuentro antes de la reaparición del equipo 16 años después.
Preparando la convocatoria de cara al Mundial de España de 1982, Luis Suárez y José Emilio Santamaría confeccionaron un bloque para jugar 7 pruebas amistosas a lo largo de 1980 y 1981. En ella Urruticoechea se consagró como portero, disputando 5 de los 7 partidos. García Hernández, Marcos Alonso, Rubio, Gallego, Pineda, Maceda, Víctor Muñoz, Cundi, Perico Alonso, Dani, Julio Alberto, Gerardo, Santillana o Juan José fueron algunos otros fijos en la alineación de Suárez y Santamaría.
1981 fue la última fecha para la segunda categoría absoluta de la selección española. Con dos goles de Pichi Alonso España logró un 2-0 ante Polonia.

## Jugadores

### Más participaciones
| Puesto | Jugador              | Período     | Partidos |
| ------ | -------------------- | ----------- | -------- |
| 1.º    | Pepillo II           | 1955 - 1960 | 9        |
| 2.º    | Enrique Collar       | 1955 - 1959 | 7        |
| 2.º    | Manuel Mestre        | 1957 - 1960 | 7        |
| 4.º    | Justo Tejada         | 1954 - 1960 | 6        |
| 4.º    | Ferran Olivella      | 1956 - 1958 | 6        |
| 4.º    | Francisco García     | 1980 - 1981 | 6        |
| 4.º    | Manolo Jiménez       | 1980 - 1981 | 6        |
| 8.º    | Campanal II          | 1953 - 1957 | 5        |
| 8.º    | Antonio Argilés      | 1953 - 1956 | 5        |
| 8.º    | Joaquín Peiró        | 1956 - 1959 | 5        |
| 8.º    | José Vicente         | 1957 - 1960 | 5        |
| 8.º    | Juan José Rubio      | 1980 -1981  | 5        |
| 8.º    | Javier Urruticoechea | 1980 -1981  | 5        |

Fuente:bdfutbol.com

## Partidos

### Amistosos
| Fecha                    | Recinto                    | Lugar                | Local            | Res. | Visitante            |
| ------------------------ | -------------------------- | -------------------- | ---------------- | ---- | -------------------- |
| 29 de mayo de 1927       | -                          | Madrid               | España B         | 2:0  | Portugal             |
| 20 de marzo de 1949      | Estadio Riazor             | La Coruña            | España B         | 5:2  | Portugal             |
| 6 de mayo de 1953        | Estadio Mestalla           | Valencia             | España B         | 2:0  | Luxemburgo           |
| 14 de junio de 1953      | Stadion Rote Erde          | Dortmund             | Alemania Federal | 5:2  | España B             |
| 31 de mayo de 1956       | Camp de Les Corts          | Barcelona            | España B         | 2:5  | Alemania Federal     |
| 24 de noviembre de 1957  | Estadio Josy Barthel       | Ciudad de Luxemburgo | Luxemburgo       | 1:4  | España B             |
| 13 de abril de 1958      | Estadio Nacional           | Oeiras               | Portugal         | 0:0  | España B             |
| 15 de mayo de 1960       | Stade d'Honneur            | Casablanca           | Marruecos        | 3:3  | España B             |
| 12 de octubre de 1960    | Estadio de Los Carmenes    | Granada              | España B         | 4:3  | Marruecos            |
| 2 de abril de 1961       | Stade Charles-Berty        | Grenoble             | Francia          | 0:2  | España B             |
| 10 de diciembre de 1961  | La Romareda                | Zaragoza             | España B         | 3:2  | Francia              |
| 15 de noviembre de 1964  | Estadio El Arcángel        | Córdoba              | España B         | 3:0  | Portugal             |
| 24 de septiembre de 1980 | Estadio Ciudad de Valencia | Valencia             | España B         | 2:2  | Hungría              |
| 15 de octubre de 1980    | Estadio Lluís Sitjar       | Palma de Mallorca    | España B         | 0:0  | Alemania Democrática |
| 12 de noviembre de 1980  | Stadion Stali Mielec       | Mielec               | Polonia          | 0:0  | España B             |
| 18 de febrero de 1981    | Stade de Toulouse          | Toulouse             | Francia          | 0:0  | España B             |
| 25 de marzo de 1981      | Estadio de Los Carmenes    | Granada              | España B         | 3:2  | Inglaterra           |
| 15 de abril de 1981      | -                          | Gyöngyös             | Hungría          | 1:3  | España B             |
| 18 de noviembre de 1981  | La Romareda                | Zaragoza             | España B         | 2:0  | Polonia              |

### Copa Mediterránea

#### III Copa Mediterránea
| Fecha                   | Recinto              | Lugar         | Local    | Res. | Visitante |
| ----------------------- | -------------------- | ------------- | -------- | ---- | --------- |
| 30 de mayo de 1954      | Jean-Dauger          | Bayona        | Francia  | 0:2  | España B  |
| 13 de marzo de 1955     | Santiago Bernabéu    | Madrid        | España B | 7:1  | Grecia    |
| 10 de noviembre de 1955 | Santiago Bernabéu    | Madrid        | España B | 3:1  | Francia   |
| 27 de noviembre de 1955 | Santiago Bernabéu    | Madrid        | España B | 5:1  | Egipto    |
| 8 de diciembre de 1956  | Stadio Amsicora      | Cagliari      | Italia   | 0:1  | España B  |
| 8 de marzo de 1957      | -                    | Cairo         | Egipto   | 0:1  | España B  |
| 13 de marzo de 1957     | Apostolos Nikolaidis | Atenas        | Grecia   | 2:0  | España B  |
| 6 de noviembre de 1957  | Estadio BJK İnönü    | Estambul      | Turquía  | 0:0  | España B  |
| 16 de octubre de 1958   | La Romareda          | Zaragoza      | España B | 3:1  | Italia    |
| 5 de julio de 1959      | Atotxa               | San Sebastián | España B | 2:0  | Turquía   |